# Камйонка (Луківський повіт)
Камйонка (пол. Kamionka) — село в Польщі, у гміні Сточек-Луковський Луківського повіту Люблінського воєводства.
Населення — 163 особи (2011).
У 1975-1998 роках село належало до Седлецького воєводства.

## Демографія
Демографічна структура станом на 31 березня 2011 року:
|          | Загалом | Допрацездатний вік | Працездатний вік | Постпрацездатний вік |
| -------- | ------- | ------------------ | ---------------- | -------------------- |
| Чоловіки | 94      | 20                 | 53               | 21                   |
| Жінки    | 69      | 6                  | 34               | 29                   |
| Разом    | 163     | 26                 | 87               | 50                   |